# Janet Hopps
Janet Hopps (née en 1934) est une joueuse de tennis américaine des années 1950. Elle est aussi connue sous son nom de femme mariée, Janet Hopps-Adkisson.
En 1959, elle a été finaliste en double mixte à l'US Women's National Championship, associée à Bob Mark.

## Palmarès (partiel)

### Titres en double dames
| No | Date       | Nom et lieu du tournoi                         | Catégorie | Surface      | Partenaire         | Finalistes                     | Score         |          |
| -- | ---------- | ---------------------------------------------- | --------- | ------------ | ------------------ | ------------------------------ | ------------- | -------- |
| 1  | 17-09-1951 | Pacific Coast Championships Berkeley           |           | Dur (ext.)   | Dorothy Head       | Helen Fletcher Pat Ward        | 6-2, 6-3      | Parcours |
| 2  | 1956       | Cincinnati tournament Cincinnati               |           | Dur (ext.)   | Karol Fageros      | Juliana Copeland Yola Ramírez  | 9-7, 6-4      |          |
| 3  | 22-09-1957 | Pacific Coast Championships Berkeley           |           | Dur (ext.)   | Mary Bevis Hawton  | Louise Brough Barbara Davidson | 3-6, 6-4, 6-2 | Parcours |
| 4  | 08-08-1960 | Eastern Grass Court Championships South Orange |           | Gazon (ext.) | Karen Hantze       | Deidre Catt Ann Haydon         | 6-4, 6-3      | Parcours |
| 5  | 1962       | US Hard Court Championships Seattle            |           | Dur (ext.)   | Marilyn Montgomery | NC                             | NC            |          |

### Finales en double dames
| No | Date       | Nom et lieu du tournoi                         | Catégorie | Surface      | Vainqueures                            | Partenaire    | Score         |          |
| -- | ---------- | ---------------------------------------------- | --------- | ------------ | -------------------------------------- | ------------- | ------------- | -------- |
| 1  | 20-09-1952 | Pacific Coast Championships Berkeley           |           | Dur (ext.)   | Shirley Fry Thelma Coyne Long          | Anita Kanter  | 3-6, 6-2, 6-2 | Parcours |
| 2  | 06-08-1956 | Eastern Grass Court Championships South Orange |           | Gazon (ext.) | Althea Gibson Darlene Hard             | Diane Wootton | 6-2, 6-4      |          |
| 3  | 05-08-1957 | Eastern Grass Court Championships South Orange |           | Gazon (ext.) | Barbara Davidson Patricia Canning Todd | Diane Wootton | 6-1, 6-1      |          |
| 4  | 04-05-1959 | Italian Championships Rome                     |           | Terre (ext.) | Yola Ramírez Rosie Reyes               | Maria Bueno   | 4-6, 6-4, 6-4 | Parcours |
| 5  | 08-06-1959 | Kent Championships Beckenham                   |           | Gazon (ext.) | Jeanne Arth Darlene Hard               | Pat Ward      | 6-3, 6-4      | Parcours |

### Titre en double mixte
| No | Date       | Nom et lieu du tournoi               | Catégorie | Surface    | Partenaire          | Finalistes                   | Score    |  |
| -- | ---------- | ------------------------------------ | --------- | ---------- | ------------------- | ---------------------------- | -------- |  |
| 1  | 28-09-1959 | Pacific Coast Championships Berkeley |           | Dur (ext.) | Ramanathan Krishnan | Mary Ann Mitchell Don Kirbow | 6-2, 6-3 |  |

### Finale en double mixte
| No | Date       | Nom et lieu du tournoi                 | Catégorie | Surface      | Vainqueures                    | Partenaire | Score           |          |
| -- | ---------- | -------------------------------------- | --------- | ------------ | ------------------------------ | ---------- | --------------- | -------- |
| 1  | 04-09-1959 | US National Championships Forest Hills | G. Chelem | Gazon (ext.) | M. Osborne duPont Neale Fraser | Bob Mark   | 7-5, 13-15, 6-2 | Parcours |

## Parcours en Grand Chelem (partiel)

### En simple dames
| Année | Championnat d'Australie | Championnat d'Australie | Internationaux de France | Internationaux de France | Wimbledon      | Wimbledon       | US National     | US National      |
| ----- | ----------------------- | ----------------------- | ------------------------ | ------------------------ | -------------- | --------------- | --------------- | ---------------- |
| 1956  | -                       | -                       | -                        | -                        | -              | -               | 2e tour (1/16)  | Betty Rosenquest |
| 1957  | -                       | -                       | -                        | -                        | -              | -               | 3e tour (1/8)   | Shirley Bloomer  |
| 1958  | -                       | -                       | -                        | -                        | 2e tour (1/32) | Norma Marsh     | 1er tour (1/32) | Jeanne Arth      |
| 1959  | -                       | -                       | 3e tour (1/8)            | Sandra Reynolds          | 4e tour (1/8)  | Sally Moore     | 2e tour (1/16)  | Maria Bueno      |
| 1960  | -                       | -                       | -                        | -                        | 4e tour (1/8)  | Renee Schuurman | 3e tour (1/8)   | Ann Haydon       |

À droite du résultat, l’ultime adversaire.

### En double dames
| Année | Championnat d'Australie | Championnat d'Australie | Internationaux de France  | Internationaux de France | Wimbledon                   | Wimbledon                | US National | US National |
| ----- | ----------------------- | ----------------------- | ------------------------- | ------------------------ | --------------------------- | ------------------------ | ----------- | ----------- |
| 1958  | -                       | -                       | -                         | -                        | 3e tour (1/8) Sally Moore   | Gill Evans Pat Hird      | -           | -           |
| 1959  | -                       | -                       | 1/4 de finale Maria Bueno | S. Reynolds R. Schuurman | 1er tour (1/32) Maria Bueno | Beverly Baker C. Truman  | -           | -           |
| 1960  | -                       | -                       | -                         | -                        | 1/2 finale Karen Hantze     | Maria Bueno Darlene Hard | -           | -           |

Sous le résultat, la partenaire ; à droite, l’ultime équipe adverse.

### En double mixte
| Année | Championnat d'Australie | Championnat d'Australie | Internationaux de France  | Internationaux de France | Wimbledon           | Wimbledon              | US National     | US National             |
| ----- | ----------------------- | ----------------------- | ------------------------- | ------------------------ | ------------------- | ---------------------- | --------------- | ----------------------- |
| 1959  | -                       | -                       | 2e tour (1/8) Ian Vermaak | R. Schuurman Rod Laver   | -                   | -                      | Finale Bob Mark | M. Osborne Neale Fraser |
| 1960  | -                       | -                       | -                         | -                        | 1/2 finale Bob Mark | Darlene Hard Rod Laver | -               | -                       |

Sous le résultat, le partenaire ; à droite, l’ultime équipe adverse.